# Герб Романівки (Квітнева сільська громада)
Герб Романівки — офіційний символ села Романівка (Квітнева сільська громада) Житомирського району Житомирської області, затверджений 3 листопада 2005 р. рішенням Романівської сільської ради.
Автор — А. Гречило.

## Опис
У  синьому полі на срібній основі така ж міська брама з однією вежею, на якій синій сигль «Р».
Щит увінчано червоною міською короною, що вказує на село, яке давніше було містечком.

## Значення символів
Основою для сучасних символів став сюжет герба містечка з кінця ХVІІІ ст. Привілей виставлений 10 листопада 1791 р. У кінці документа подано опис і зображення герба: «брама з вежею, на вежі фігурує сигль “R”».

## Історія

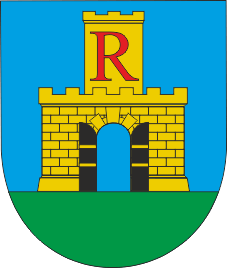
Герб періоду Речі Посполитої

Затверджений 11 листопада 1791р. У лазуровому щиті із зеленою базою золота мурована чорним стінозубчаста фортечна стіна з відчиненими воротами і золотою стінозубчастою вежею, на якій червона літера "R". Стулки воріт чорні із золотими смужками.